# Toast Kannibaal
Toast Kannibaal is een achtdelige Vlaamse realityreeks. Het programma werd bedacht door Tom Cloeckaert en Leen Dewitte, twee backpackers die een tijd bij de Mentawai-stam in Indonesië hadden doorgebracht.

## Concept
Drie Vlaamse gezinnen laten alle luxe en comfort achter om een tijdje bij een authentieke bevolkingsstam aan het andere eind van de wereld te gaan wonen en te overleven volgens de gewoontes en de gebruiken van de stam.
Het programma draait vooral om de cultuurschok en reacties tussen Belgen en de stamleden. Tijdens de drie weken leren de Belgen de inheemse cultuur kennen.
Het programma dat door Eyeworks geproduceerd werd, is uitgezonden op VTM.
Later werd Toast Kannibaal genomineerd voor een Gouden Roos, die het uiteindelijk niet won.

## Seizoenen

### Seizoen 1 (2005)
Familie Bierkens uit Molbestaande uit Lode, Suzanne, dochter Wenke en de zonen Bram en Bavo. Zij bezochten de Tamberma-stam in Togo.
Familie Beernaert uit Moorsledebestaande uit Franky, Nadine, dochter Marieke en de zonen Wannes en Corneel. Zij bezochten de Himba-stam in Namibië.
Familie Deroo uit Grimbergenbestaande uit Marc, Marise, dochter Charlotte en zoon Lukas. Zij bezochten de Mentawai-stam in Indonesië.
De belevenissen van de familie Bierkens in Togo werden ook uitgezonden in de Nederlandse versie van het programma, Groeten uit de rimboe.

### Seizoen 2 (2006)
Familie Franken uit Brabantbestaande uit Kurt, Jasmina, sarah, Charlotte en Astrid gaan naar Papoea-Nieuw-Guinea waar de Pokaja-stam leeft.
Familie De Smet uit Oost-Vlaanderenbestaande uit Johan, Hilde, Halewijn, Sanderijn en Parsifal gaan naar Ethiopië waar de Mursi's leven.
Familie Laseure uit West-Vlaanderenbestaande uit Rik, Karin, Jeffrey en Nikky gaan naar Ecuador waar de Huaorani wonen.
De belevenissen van de familie Laseure uit West-Vlaanderen werden ook uitgezonden in het tweede seizoen in de Nederlandse versie van het programma, Groeten uit de rimboe. En ook de belevenissen van de familie De Smet, maar dan in seizoen 3.

### Seizoen 3 (2008)
Familie Luyens uit Snaaskerkebestaande uit Micha, Cathy, Jana en Lore gaan naar Ethiopië, waar de Hamarstam leeft.
Familie Van Houcke uit Roeselarebestaande uit Freddy, Elvira, Jessica, Sabrina, Selina, Jeroen, Sarra en Miranda gaan naar Vanuatu waar de Nahwal leven. Er is een scène waarin Freddy zijn haar blond verft. Twee leden van de stam doen dit ook in de aflevering Freddy blont oare.
Familie Van Uytvanck uit Lokerenbestaande uit Danny, Yolanda, Christoph, Melissa en Mathias gaan naar Namibië waar de San (Bosjesmannen) wonen.